# نظام الابتكار الإقليمي

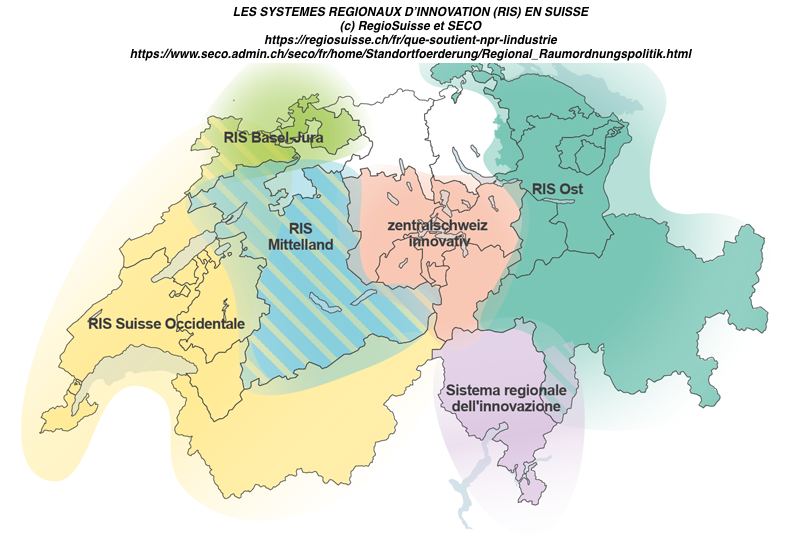

في دراسة أنظمة الابتكار، يشجع نظام الابتكار الإقليمي (RIS) على سرعة انتشار المعرفة والمهارات وأفضل الانشطة ضمن بيئة جغرافية أوسع نطاقا من المدينة ولكن اصغر نطاقا من الدولة ويمكن استخلاص حدود نظام الابتكار الإقليمي على صعيد المفهوم والتنظيم الاقتصادي والاجتماعي والسياسي وعلاقات المؤسسات التي بدورها تولد عملية التعلم الجماعي ضمن مجموعة من المناطق التقنية والعملية.
وقد أظهرت دراسة حديثة أن نتائج الابتكار تكون أعلى في المناطق التي يتواجد فيها عدد كبير من المؤسسات الصغيرة والشركات الكبيرة.
وفي الإطار الأوروبي، يتبع الاتحاد الأوروبي مخطط التنمية الإقليمية الذي بدوره (يقسم المناطق الأوروبية إلى تقسيمات رئيسية ادارية وتقسيمات فرعية احصائية وقومية) والذي يرتكز ارتكازا كبيرا على نظام الابتكار الإقليمي (RIS)، وقد تم تفضيل انظمة الابتكار الإقليمية خاصة بعد اعداد اهداف وإستراتيجية لشبونة (Lisbon) واما حاليا قد تم ادراج سياسات الابتكارات الإقليمية في مختلف مبادرات الاتحاد الأوروبي سواء في مبادراته الكبيرة أو الصغيرة واصبحت المعاملات السياسية وجزءا كبيرا من استثمارات الصناديق الهيكلية للاتحاد الأوروبي (EU) مكرسة لانشاء وتعزيز نظم الابتكارات المحلية والإقليمية.
تعرف سويسرا نظم الابتكارات الاقليمة على انها " مجالات الاقتصاد العملية - وعادتا تكون تكون في نطاق اقليمي أو عبر الحدود في بعض الاحيان - حيث تجتمع شبكات الجهات الفاعلة الهامة لعمليات الابتكار، مثل الشركات والمؤسسات البحثية والتعليمية وكذلك السلطات العامة" واما على الصعيد السويسري، تؤثر السياسة الإقليمية السويسرية الجدية (NPR) في تطوير نظام الابتكار الإقليمي (RIS) لانها تدعم حوكمة وإدارة هذا النظام، والتي تشمل انشطتها الخدمات المخصصة لبدء الأعمال والمشاريع الصغيرة والمتوسطة (SMEs) ومن ذلك: نقطة الدخول، ومنصات التواصل، وتطوير المجموعات وتدريبها.
تركز منظمة التعاون الاقتصادي والتنمية (OECD) باعتبارها جزءا من انشطة لجنة السياسات الانمائية والإقليمية (RDPC) والتي بدورها ترعى أفضل الأعمال لتبادل الخبرات حول هذا الموضوع والتي تنشر التقارير يانتظام عن القضايا ذات الصلة بذلك (مثل التقارير المدرجة ضمن المراجعات الإقليمية) حيث تسهم اراء النظراء في التقييمات التحليلية والمشورات السياسية في المناطق، وكذلك تستعرض دراسة قضية نظام الابتكار الإقليمي، ومهمة مزج السياسة باحتياجات المنطقة، وايضا الاستخدامات الإستراتيجية لموارد المنطقة بالنظر إلى العوامل العالمية والوطنية والإقليمية والمحلية واما بالنسبة للبلدان، تقيم المراجعات مدى فاعلية السياسات من مختلف تدفقاتها (على سبيل المثال: التنمية الإقليمية، والعلوم التقنية، وسياسة المشاريع، وسياسة التعليم العالي) والتي تسهم ايما اسهام في بناء نظم الابتكار الإقليمي وجمع وحدة نطاقات الاقاليم المتنوعة في البلاد.
وقد استعمل نظام الابتكار الإقليمي، الذي نشأ من الادب الاكاديمي الأوروبي، كأداة تحليلية ذات نفوذ في مختلف بلدان أمريكا اللاتينية، وايضا قد اعتمد في ميديلين، ثاني أكبر مدينة في كولومبيا، مفهوم نظام الابتكار الإقليمي (RIS) لدعم المسارات التقنية الجديدة وذلك عن طريق وكالة الابتكار الإقليمية Ruta N.
وقد تم إنشاء وكالة الابتكار الاقليمية في العديد من المناطق حول العالم لدعم عملية الابتكار في رؤيتهم لنظام الابتكار الإقليمي.